# Mô-đun khoảng cách
Mô-đun khoảng cách là một phương pháp để diễn tả khoảng cách thường được dùng trong thiên văn học. Nó mô tả khoảng cách trên thang đo lôgarit dựa vào cấp sao.

## Định nghĩa
Mô-đun khoảng cách {\displaystyle \mu =m-M} thì bao gồm cấp sao biểu kiến {\displaystyle m} và cấp sao tuyệt đối {\displaystyle M} của những thiên thể thiên văn. Nó có liên quan đến khoảng cách {\displaystyle d} bằng hệ thức:
{\displaystyle \log _{10}(d)=1+{\frac {\mu }{5}}}
{\displaystyle \mu =5\log _{10}(d)-5}
Định nghĩa này hợp lí bởi vì ánh sáng quan sát từ nguồn sáng thì có quan hệ với khoảng cách thông qua quy luật bình phương nghịch đảo (một nguồn sáng xa gấp đôi thì cho ra 1 phần 4 ánh sáng) và bởi vì ánh sáng thì không thể diễn tả chính xác được, nếu không xét cấp sao biểu biến.
Cấp sao tuyệt đối cũng định nghĩa giống như cấp sao biểu kiến nếu vật thể nằm trong khoảng cách 10 parsec. Giả sử nguồn sáng được quan sát từ một vị trí cách chúng ta {\displaystyle d} parsec có độ sáng L(d) thì nguồn sáng cách chúng ta 10 parsec L(10) sẽ được viết như sau:
{\displaystyle L(d)={\frac {L(10)}{({\frac {d}{10}})^{2}}}}
Còn độ lớn và thông lượng thì liên quan bởi:
{\displaystyle m=-2.5\log _{10}F(d)}
{\displaystyle M=-2.5\log _{10}F(d=10)}
Thay thế và sắp xếp lại thì ta được:
{\displaystyle \mu =m-M=5\log _{10}(d)-5=5\log _{10}\left({\frac {d}{10\,\mathrm {pc} }}\right)}
Nghĩa là cấp sao biểu kiến bằng cấp sao tuyệt đối cộng mô-đun khoảng cách.
Nếu cô lập {\displaystyle d} từ phương trình {\displaystyle 5\log _{10}(d)-5=\mu }, ta có được khoảng cách theo mô-đun này là
{\displaystyle d=10^{{\frac {\mu }{5}}+1}}
Độ không đảm bảo về khoảng cách theo parsec (δd) có thể tính bằng độ không đảm bảo về khoảng cách của mô-đun (δd) bằng cách sử dụng hệ thức
{\displaystyle \delta d=0.2\ln(10)10^{0.2\mu +1}\delta \mu =0.461d\ \delta \mu }

## Ứng dụng
Mô-đun khoảng cách thì thường được sử dụng khi diễn tả khoảng cách từ thiên hà này đến những thiên hà kế cận nó. Ví dụ, Đám Mây Magellan Lớn có mô-đun khoảng cách là 18,5, thiên hà Tiên Nữ có mô-đun là 24,4 và thiên hà NGD 4548 trong cụm các thiên hà thuộc chòm sao Xử Nữ có mô-đun là 31,0. Trong trường hợp của Đám Mây Magellan Lớn, siêu tân tinh SN1987A với cấp sao biểu kiến cao nhất là 2,8, còn cấp sao tuyệt đối là -15,7. Điều này so với tiêu chuẩn của siêu tân tinh thì thấp.